# Szmalcownik
Szmalcownik (pronúncia polonesa: [ʂmalˈtsɔvɲik]), também em inglês shmaltsovnik, é uma expressão de gíria polonesa pejorativa que foi usada durante a Segunda Guerra Mundial para uma pessoa que chantageava judeus que estavam escondidos, ou que chantageou poloneses que protegiam judeus durante o governo alemão.
O termo originou-se na palavra alemã Schmalz (grafia fonética polonesa: szmalc, literalmente significando "banha") e indicou o motivo financeiro do chantagista.
O Estado Secreto Polonês considerou szmalcownicwo um ato de colaboração com os alemães ocupantes. O Exército da Pátria puniu-os com a morte como um ato criminoso de traição.
Os chantagistas foram condenados à morte por Tribunais Especiais Subterrâneos Poloneses por crimes perpetrados contra cidadãos poloneses. Um decreto de 31 de agosto de 1944 do Comitê Polonês de Libertação Nacional também condenou tais atos como colaboração com a Alemanha. Este decreto continua sendo uma lei válida na Polônia, e qualquer um condenado por szmalcownictwo durante a guerra pode enfrentar prisão perpétua.
Gunnar S. Paulsson [en] estima que o número total de szmalcowniks em Varsóvia era "tão alto quanto 3-4 mil".
O dano que esses criminosos causaram foi substancial. A maioria estava interessada em dinheiro. Tirando os judeus dos bens necessários para comida e subornos, perseguindo os resgatadores, elevando o nível geral de insegurança e forçando os judeus ocultos a procurar acomodações mais seguras, os chantagistas aumentaram significativamente o perigo que os judeus enfrentavam e aumentaram suas chances de serem pegos e mortos. No início da ocupação alemã, os szmalcowniks estavam satisfeitos com algumas centenas de złotys em extorsão, mas depois que a pena de morte foi introduzida para esconder os judeus, as somas subiram para várias centenas de milhares de złotych.
Os alemães às vezes também tratavam szmalcowniks como criminosos e puniam-nos. A razão era que os szmalcowniks também subornavam oficiais alemães e policiais: depois que um judeu rico era denunciado, o szmalcownik e o alemão corrupto dividiam o saque.